# Knut-Dietrich Bröhl
Knut-Dietrich Bröhl (* 1. Juni 1943 in Berlin; † 16. September 2011 in Köln) war ein deutscher Jurist und Richter am Bundesarbeitsgericht.

## Leben
Bröhl studierte Rechtswissenschaft an den Universitäten Tübingen, Freiburg, München und Bonn. Im März 1971 legte er im Oberlandesgerichtsbezirk Köln das Zweite Juristische Staatsexamen ab und trat kurz darauf in den höheren Justizdienst des Landes Nordrhein-Westfalen ein. Dort war Bröhl zunächst als Richter beim Arbeitsgericht Köln tätig. Im September 1980 wurde er zum Vorsitzenden Richter am Landesarbeitsgericht Düsseldorf ernannt. Ab 1985 war er am Landesarbeitsgericht Köln tätig.
1993 wurde Bröhl zum Richter am Bundesarbeitsgericht ernannt, wo er dem für das Kündigungsrecht zuständigen 2. Senat zugewiesen wurde. Im Jahr 2000 wurde er stellvertretender Vorsitzender des Senats. Erst 2005 wurde er an der Universität Gießen mit der Untersuchung „Die außerordentliche Kündigung mit notwendiger Auslauffrist“ zum Dr. iur. promoviert. Er prägte den Begriff Orlando-Kündigung.
Mit Ablauf des 31. Mai 2008 trat Bröhl in den Ruhestand.
Bröhl war bis zu seinem Tod Lehrbeauftragter  zum Arbeitsrecht der Universität Erfurt.